# Двойгриф
Двойгриф (пол. Dwójgryf) — польский дворянский герб.

## Описание
В голубом поле два серебряные грифа, взвившиеся на дыбы, друг против друга.
В навершии шлема три страусовые пера. Герб Двойгриф Бржезинского внесен в Часть 1 Гербовника дворянских родов Царства Польского, стр. 222.

## Герб используют
Герб вместе с потомственным дворянством ВСЕМИЛОСТИВЕЙШЕ пожалован Подпоручику Опатовской Инвалидной Команды Антону Станиславу сыну Бржезннскому, на основании статьи 3 и статьи 16 пункта 2 Положения о Дворянстве 1836 года, Грамотою ГОСУДАРЯ ИМПЕРАТОРА И ЦАРЯ НИКОЛАЯ I, в 20 день июля (1 Августа) 1848 года.